# Hymenochaete boidinii
Hymenochaete boidinii är en svampart som beskrevs av J.C. Léger & Lanq. 1989. Hymenochaete boidinii ingår i släktet Hymenochaete och familjen Hymenochaetaceae.   Inga underarter finns listade i Catalogue of Life.